# NGC 4320
NGC 4320 est une galaxie spirale située dans la constellation de la Vierge. NGC 4320 a été découverte par l'astronome prussien Heinrich Louis d'Arrest en 1865.

## Caractéristiques

### Distance
Sa vitesse par rapport au fond diffus cosmologique est de 8 098 ± 24 km/s, ce qui correspond à une distance de Hubble de 119,4 ± 8,4 Mpc (∼389 millions d'al).

## Amas de la Vierge
Bien que cette galaxie ne figure dans aucun groupe des sources consultées, sa désignation VCC 599 (Virgo Cluster Catalog) indique qu'elle fait partie de l'amas de la Vierge. 